# Ida Marie Hede
Ida Marie Hede (født 26. januar 1980) er en dansk forfatter, uddannet fra Forfatterskolen i 2008.
Hun er mag.art. i kunsthistorie fra Københavns Universitet og MA i Aural and Visual Culture fra Goldsmiths i London.

## Udgivelser
- Seancer, Anblik, 2010 (tekster)
- Kollektive Læseformer, After Hand, 2013 (med Amalie Smith)
- Det kemiske bryllup, Gyldendal, 2013 (kortprosatekster)
- Inferno, Forlaget Arena, 2014 (med billedside af Signe Schmidt Kjølner Hansen)
- En to tre, Forlaget Gladiator, 2016 (samling af tidligere udgivelser)
- Bedårende, Forlaget Gladiator, 2017 (fortælling)